# GO!GO!アッキーナ
『GO!GO!アッキーナ』（ゴー・ゴー・アッキーナ）は、テレビ東京系列局ほかで放送されたテレビ東京製作のバラエティ番組。製作局のテレビ東京では2008年7月1日から同年9月30日まで放送された。

## 概要
アッキーナこと南明奈の初の冠番組で、彼女の新しい魅力を引き出すことをテーマに、12人の放送作家たちが毎週持ち回りで企画構成を担当するという主旨で制作されていた。
「テレビのプロ」である12人の放送作家たちが、「アイドルのプロ」である南のための企画をバラエティ・ドラマ・ドキュメンタリーなどジャンルにとらわれずに立案し、まだ知られていない「アッキーナ」を引き出す番組を作ることを目標としていた。番組冒頭ではその回における担当作家が分かるよう、担当者の名前をテロップで出していた。南が多忙なため、収録は3時間以内で完了できることを企画の条件としていたが、例外的にそーたに担当回の収録は3時間を超してしまった。
この番組は、プロデューサーの武藤大司が作家の都築浩と電通テレビ局企画推進部で「『6人の放送作家と1人の千原ジュニア』みたいなことをテレビでできないだろうか」と話したことをきっかけに制作された。『24人の加藤あい』など監督が入れ替わりで1人の女優を撮りおろすドラマ仕立ての番組はあったが、放送作家が毎度入れ替わる番組は初ではないかと武藤は述べている。

## 放送局・放送時間
時刻はいずれもJST。

### テレビ東京系列局
- テレビ東京
  - 毎週火曜 25:30 - 26:00 （本放送）
  - 毎週金曜 26:45 - 27:15 （再放送） - 2008年11月14日から同年12月26日まで放送。
- テレビ北海道
  - 毎週水曜 25:20 - 25:50 （本放送） - 2008年10月から放送開始。
- テレビ愛知
  - 毎週日曜 24:35 - 25:05 （本放送） - 『給与明細』途中打ち切り後の次番組として放送。
- テレビ大阪
  - 毎週金曜 25:23 - 25:53 （本放送）
- テレビせとうち
  - 毎週火曜 24:58 - 25:28 （本放送）
- TVQ九州放送
  - 毎週土曜 26:10 - 26:40 （本放送）

### 系列外局
- 山形放送
  - 毎週水曜 25:04 - 25:34 （本放送） - 2008年10月から放送開始。
- テレビ新潟
  - 毎週金曜 25:50 - 26:20 （本放送）

## 12人の放送作家
並びは50音順。
- 内村宏幸
- 大井洋一
- 酒井健作
- 桜井慎一
- 鮫肌文殊
- そーたに
- 高須光聖
- 都築浩
- 中野俊成
- 樋口卓治
- 町山広美
- 山名宏和

## その他のキャスト、スタッフ
- ナレーション：河内孝博、服部潤、佐藤政道、窪田等ほか
- 演出：川平秀二、土井聡司ほか
- 編集：安斎勝広、本間満久ほか
- 監修：都築浩
- 総合演出：小松伸一（K-ten）
- プロデューサー：武藤大司（電通）、斉藤嘉久（イースト）、瀬崎一世（イースト）
- 番組担当：森田昇（テレビ東京）
- 制作：電通、イースト

## 採用企画一覧
| 回 | タイトル                           | 作家     | 出演                                                                                  |
| -- | ---------------------------------- | -------- | ------------------------------------------------------------------------------------- |
| 1  | Akina in Wonderland                | 山名宏和 | 池田鉄洋（カメレオンの声）                                                            |
| 2  | 僕の彼女はアッキーナ               | 樋口卓治 | ザブングル                                                                            |
| 3  | 文學ノ館                           | 都築浩   | 岸部四郎                                                                              |
| 4  | カフェ・ド・アッキーナ             | 大井洋一 | イジリー岡田、三又又三 カンニング竹山、山本小鉄                                       |
| 5  | 桃子、夏に、走る。                 | 内村宏幸 | 小林すすむ、眞野裕子、松田悟志、やまもとまさみ 山中崇、オーノ泰広、重泉充             |
| 6  | アッキーナのビックリマンシール講座 | 酒井健作 |                                                                                       |
| 7  | アッキーナ甲子園 前篇              | 桜井慎一 | ピエール瀧                                                                            |
| 8  | アッキーナ甲子園 後篇              | 桜井慎一 | ピエール瀧                                                                            |
| 9  | アッキーナvs日本映画の巨匠         | そーたに | 新藤兼人、若松孝二、出川哲朗                                                          |
| 10 | 消えたアイドル アッキー“ホ”の真実  | 町山広美 | 乱一世、寺田奈美江、脇澤美穂、テリー伊藤 マッスル坂井、安斎肇、BBゴロー、みうらじゅん |
| 11 | クレオパトラのムダ毛               | 中野俊成 |                                                                                       |
| 12 | 日本ジャンク萌えメール大賞         | 鮫肌文殊 | 松尾貴史、山田五郎、辛酸なめ子                                                        |
| 13 | バラ色のトーク                     | 高須光聖 | 小松政夫、広田レオナ、矢追純一                                                        |

## エンディングテーマ
- Give me all your love （PLASTIC LOVE）

## DVD
- GO!GO!アッキーナ DVD-BOX 上ノ巻（ジェネオン エンタテインメント、2008年12月26日発売）
- GO!GO!アッキーナ DVD-BOX 下ノ巻（ジェネオン エンタテインメント、2009年1月23日発売）